# Вент, Дмитрий Павлович
Дми́трий Па́влович Вент (21 марта 1944 — 20 марта 2021) — советский и российский учёный, ректор Новомосковского института РХТУ им. Д. И. Менделеева (1994—2012), доктор технических наук, профессор, заслуженный работник высшей школы Российской Федерации.

## Биография
Родился в 21 марта 1944 года.
В 1967 году окончил Новомосковский институт Российского химико-технологического университета. В 1971 году защитил кандидатскую, а затем, в 1991 году — докторскую диссертации. В 1994 году избран директором Новомосковского института РХТУ имени Д. И. Менделеева. Автор свыше 200 научных трудов, 18 изобретений, более пяти учебников в области моделирования технологических процессов и экологического мониторинга.
В 2012 году на посту ректора НИ РХТУ и в Совете ректоров его сменил доктор экономических наук Юрий Дмитриевич Земляков, ранее заведующий кафедрой «Экономика, финансы и бухгалтерский учёт», а Д. П. Вент был назначен на должность советника ректора ФГБОУ ВПО РХТУ.

## Награды и звания
Заслуженный работник высшей школы Российской Федерации, почётный гражданин города Новомосковска (2010).